# Cilon da Cunha Brum
Cilon da Cunha Brum (São Sepé, 3 de fevereiro de 1946 – ?,?), também conhecido como Comprido e Simão, foi um estudante e militante do Partido Comunista do Brasil (PCdoB). Era integrante do Destacamento C da Guerrilha do Araguaia durante a ditadura militar brasileira. Desaparecido após conflito com militares na região do Araguaia em 1973. Segundo relatório da Marinha, de 1993, Cilon da Cunha Brum teria sido morto em fevereiro de 1974.

## Biografia
Cilon da Cunha Brum nasceu em São Sepé, Rio Grande do Sul, em 3 de fevereiro de 1946. Filho de Lino Brum e Eloah Cunha Brum. Teve três irmãos: Lino Brum Filho, Vantuil Cunha Brum e Marion Cunha Brum.
Iniciou os estudos em São Sepé, onde concluiu o Ensino Fundamental no Ginásio Estadual Tiaraju aos 17 anos, em 1963. Deu continuidade ao ensino secundário em Porto Alegre. Em 1967, mudou-se para São Paulo, onde ingressou no curso de Economia na PUC-SP, em 1969. Participante ativo do movimento estudantil, foi presidente do diretório acadêmico da e membro da diretoria do DCE da universidade.
Em junho de 1970, teve seu último contato com a família em Porto Alegre. Segundo o relato dos irmãos, Brum os informou de que estava sendo perseguido e que poderia ser preso. Em julho do mesmo ano, enviou uma carta a seus pais para avisar que sairia de São Paulo e que mandaria notícias. Cilon da Cunha Brum mudou-se para a região do Araguaia, onde assumiu o codinome Simão e participou do movimento guerrilheiro do PCdoB. Foi membro da comissão militar e comandante das Forças Guerrilheiras do Araguaia.
Meses depois, o DOPS-RS procurou diversas pessoas para buscar informações sobre o paradeiro de Cilon da Cunha Brum.  Os investigadores procuraram os irmãos do militante e chegaram a vasculhar a propriedade de Marion Cunha Brum, localizada no distrito de Tupanci, em São Sepé. Em Porto Alegre, Zeno Tatsch e Osvaldo Malavolta Dall'Rosso, amigos de Brum, também foram procurados. O mesmo aconteceu com outro amigo, Hildemar Klein, que residia em São Paulo.
A partir de 1975, os familiares começaram a procurar os órgãos de segurança para saber de Cilion da Cunha Brum, mas nunca receberam informações concretas. Entre outubro de 1987 e setembro de 1990, a família enviou pedidos de informações ao Ministério da Justiça, mas também não obteve respostas conclusivas.
Em documento, Marion Cunha Brum esclareceu que o nome de Cilon da Cunha Brum foi grafado incorretamente como "Brun" no anexo I da lei 9.140/95.

## Desaparecimento e circunstâncias de morte
Cilon da Cunha Brum desapareceu no Araguaia após conflito com militares em 1973. De acordo com o livro "Dossiê Ditadura", em documento organizado pela ABIN em 2005, o seu nome estava em uma lista de procurados do DOI-CODI do II Exército desde setembro de 1972.
Segundo o Relatório Arroyo, documento escrito pelo dirigente do PCdoB Ângelo Arroyo, que escapou do cerco militar em 1974, Cilon da Cunha Brum ainda estava vivo em 30 de dezembro de 1973. De acordo com o relatório do Ministério da Marinha, enviado ao ministro da Justiça, Maurício Corrêa, em 1993, Cilon da Cunha Brum participou de um combate contra militares próximo a Couro Dantas, tendo como resultado um morto e outro ferido. Segundo o documento, teria sido morto em fevereiro de 1974 por seus companheiros.
Em 22 de março de 1993, uma publicação do Jornal do Brasil com o título "Relatório mostra como Exército venceu a Guerrilha" informou que guerrilheiros foram mortos no dia 25 de dezembro de 1973, no vilarejo de Palestina. Como consta na publicação, Cilon da Cunha Brum trabalhava em uma farmácia que prestava assistência aos moradores da região. No dia 12 de dezembro de 1993, o jornal Folha de S. Paulo publicou uma matéria com o título "Marinha confirma morte de desaparecidos", na qual revela um documento confidencial de 1993 enviado pelo Ministro da Marinha da época, Ivan Serpa, que confirma a morte de Cilon da Cunha Brum em dezembro de 1973.
Em 2001, o ex-guia do Exército Pedro Ribeiro Alves, conhecido como Pedro Galego, afirmou em depoimento ao Ministério Público Federal que viu Simão (Cilon da Cunha Brum) no acampamento do Exército em Xambioá, no Tocantins. O relato indica que Cilon da Cunha Brum não morreu no Natal de 1973 e que foi mantido sob custódia pelo Exército antes de desaparecer. O Relatório Parcial da Investigação sobre a Guerrilha do Araguaia, produzido pelo Ministério Público Federal em janeiro de 2002, confirma que Simão foi visto no acampamento em Ximbioá. Em artigo publicado no Jornal No Mínimo, em 20 de janeiro de 2005, Josias Gonçalves de Souza, conhecido como Jonas, relata que viu Cilon da Cunha Brum na base de Xambioá.
Lino Brum Filho, irmão de Cilo da Cunha Brum, solicitou o Registro de Óbito do irmão, de acordo com a lei 9.140/95, em janeiro de 1996.
Segundo o relatório da Comissão Nacional da Verdade, não há indícios conclusivos para a identificação do local de desaparecimento de Cilon da Cunha Brum.
Em março de 2019, o Ministério Público Federal de Marabá, no Pará, denunciou Sebastião Curió Rodrigues de Moura pelo homicídio e ocultação dos cadáveres de Cilon da Cunha Brum e Antônio Teodoro de Castro em 1974.

### Investigação
A Comissão da Verdade concluiu que Cilon da Cunha Brum é considerado desaparecido político, pois seus restos mortais não foram entregues aos familiares, impossibilitando o seu sepultamento até hoje. A Comissão da Verdade recomendou a continuidade das investigações acerca das circunstâncias de prisão, morte e desaparecimento de Cilon da Cunha Brum, além da localização dos restos mortais e responsabilização dos agentes de repressão envolvidos.
Em 2010, a Corte Interamericana de Direitos Humanos (CIDH) da Organização dos Estados Americanos (OEA) condenou o Brasil pelo desaparecimento de 62 pessoas na região do Araguaia, incluindo Cilon da Cunha Brum.
O nome de Cilon da Cunha Brum consta na lista de desaparecidos políticos do anexo I, da lei 9.140/95. Na Comissão Especial sobre Mortos e Desaparecidos Políticos (CEMDP), o caso foi protocolado sob o número 086/96.

## Homenagens
Em homenagem a Cilon da Cunha Brum, as cidades de São Paulo e Campinas nomearam ruas nos bairros Cidade Ademar e Vila Esperança, respectivamente. Na sua cidade natal, São Sepé, uma praça recebeu o seu nome.